# Alliopsis angustitarsis
Alliopsis angustitarsis är en tvåvingeart som först beskrevs av Malloch 1920.  Alliopsis angustitarsis ingår i släktet Alliopsis och familjen blomsterflugor. Inga underarter finns listade i Catalogue of Life.